# Catedral Metropolitana de Diamantina
A Catedral Metropolitana de Diamantina é um templo católico localizado na cidade de Diamantina, no estado brasileiro de Minas Gerais. É sede da Arquidiocese de Diamantina e dedicada a Santo Antônio.

## Histórico
No local em que está situada a catedral erguia-se a antiga Igreja Matriz de Santo Antônio, construída no século XVIII. Com a criação da Diocese de Diamantina em 1854, a matriz foi elevada à condição de catedral. O templo passou por algumas reformas, porém acabou por ser demolido em 1930. Em seu lugar, foi construída a atual catedral, cujas obras foram concluídas em 1940. O desenho do atual templo é creditado a José Wasth Rodrigues.